# Isistius labialis
Isistius labialis is een vissensoort uit de familie van de valse doornhaaien (Dalatiidae). De wetenschappelijke naam van de soort is voor het eerst geldig gepubliceerd in 1985 door Meng, Zhu & Li.